# Phylidorea (Phylidorea) heterogyna
Phylidorea (Phylidorea) heterogyna is een tweevleugelige uit de familie steltmuggen (Limoniidae). De soort komt voor in het Palearctisch gebied.